# Läktkravell
Läktkravell benämns även ribbkravell, utföres med lika breda läkt som är frästa med en konkav och en konvex sida att limmas skruvas eller spikas i varandra. Läktkravell är en metod som är tidsparande vid bordläggning av en träbåt. Vid renovering av båtar byggda med denna metod är man tvungen att renovera på traditionellt vis. 